# Clădirea fostei comunități a surorilor medicale „Crucea Roșie” a mănăstirii Hârbovăț
Clădirea fostei comunități a surorilor medicale „Crucea Roșie” a mănăstirii Hârbovăț este un monument de arhitectură de însemnătate națională din orașul Chișinău. Monumentul include, de fapt, mai multe clădiri distincte, construite în anii 1907-1910, prezentând interes spitalul cu ambulatorie și căminul surorilor medicale.

## Istoric
În Basarabia anului 1905 a fost fondată Comunitatea surorilor medicale a mănăstirii Hârbovăț. În scurt timp, acesteia i-a fost alocat, de către Primărie, un teren de pământ urban, situat la colțul cartierului mărginit de — cum se numeau atunci — strada Sinadino și stradela Fântânilor. Pe acest teren, cu o suprafață de 858,48 stânjeni pătrați (aprox. 28,7 ari), se aflau case vechi aparținând mănăstirii Sfântului Mormânt. Acestea au fost demolate și, în locul lor, către anul 1907 au fost ridicate clădirile din piatră a ambulatoriei și a spitalului, într-un parter. În 1909 a demarat construcția căminului pentru surorile medicale. În 1910 unele din clădiri au fost completate cu încă un etaj. Astfel, complexul de caritate era compus din trei clădiri cu două etaje și cinci cu un singur etaj. În 1940, complexul de clădiri se afla în proprietatea Ministerului Sănătății.

## Descriere
Din complexul de clădiri, două au o valoare deosebită: una aliniată la strada Vlaicu Pârcălab (Litera A) și alta, amplasată la colț, alungită de-a lungul străzii Veronica Micle (Litera B).

### Clădirea spitalului cu ambulatorie
Clădirea spitalului cu ambulatorie (litera A) are o arhitectură în stil modern, cu detalii caracteristice și stilului eclectic. Aspectul definitiv clădirea l-a obținut în 1910, când a fost înălțată cu un etaj. Intrarea principală se află în fațada îngustă orientată spre strada Vlaicu Pârcălab. Aceasta din urmă are o compoziție simetrică, alcătuită din trei axe. Centrul compozițional este un rezalit cu contur plastic, în care sunt concentrate elemente importante precum ușa de acces, ridicată pe trepte monumentale, balconul, soluționat ca o tribună deasupra intrării, și fereastra în segment de cerc pentru iluminarea și aerisirea podului.
Fațada laterală este alungită. Inițial, aceasta era alcătuită din 12 axe cu o compoziție simetrică rezultată din dublarea unui raport alcătuit dintr-un rezalit și câte două ferestre laterale. Între timp a fost alungită cu 3 axe. Detaliile arhitectonice sunt prezentate în aceeași cheie stilistică, cu includerea în decorul plastic al simbolului carității — crucea greacă cu ramurile egale. Aceasta apare în lesenele care mărginesc rezalitele și colțurile clădirii. Striurile de pe suprafața lesenelor sunt un detaliu modern, l fel ca și combinarea materialelor de construcții de diferite culori și facturi — cărămida arsă și piatra cioplită, ultima fiind utilizată sub forma unei carcase pe fundalul din cărămizi.

### Căminul surorilor medicale
Cea de-a doua clădire de interes arhitectural este căminul surorilor medicale (litera B). Arhitectura acestuia este în stil modern, cu aspectul modest al unei case de raport. Fațada principală este simetrică, cu trei rezalite. În rezalitele laterale sunt amplasate câte o intrare, ambele dominate de balcoane cu grilaje aerate și de frontoane triunghiulare. Rezalitul central continuă deasupra acoperișului cu un atic, în care se află o fereastră circulară pentru aerisirea podului. Colțurile rezalitelor sunt împodobite cu colonete, buiandrugii golurilor ferestrelor sunt din bolțari în pană, alternând nuanțe de roze și alb. Cornișa este dotată cu denticule. Canaturile de lemn ale ușilor de intrare sunt sculptate într-o compoziție specifică modernului.

## Actualitate
În prezent (anul 2019), fostul cămin al surorilor medicale este sediul Consiliului Audiovizualului, iar fostul spital găzduiește Aparatul central al Companiei Naționale de Asigurări în Medicină.
La sfârșitul lunii august 2019, un imobil cu statut protejat de importanță locală, amplasat la capătul de sud-est al fostului cămin, a fost demolat definitiv, după ce fusese abandonat timp de 40 de ani.